# Вокер Тауншип (округ Скайлкілл, Пенсільванія)
Вокер Тауншип (англ. Walker Township) — селище (англ. township) в США, в окрузі Скайлкілл штату Пенсільванія. Населення — 989 осіб (2020).

## Демографія
Згідно з переписом 2010 року, у селищі мешкали 1054 особи в 391 домогосподарстві у складі 318 родин. Було 423 помешкання
Расовий склад населення:
| - 98,2 % — білих - 0,5 % — чорних або афроамериканців - 0,1 % — азіатів |

До двох чи більше рас належало 0,9 %. Частка іспаномовних становила 1,3 % від усіх жителів.
За віковим діапазоном населення розподілялося таким чином: 21,1 % — особи молодші 18 років, 63,2 % — особи у віці 18—64 років, 15,7 % — особи у віці 65 років та старші. Медіана віку мешканця становила 44,6 року. На 100 осіб жіночої статі у селищі припадало 97,7 чоловіків;  на 100 жінок у віці від 18 років та старших — 97,2 чоловіків також старших 18 років.
Середній дохід на одне домашнє господарство  становив 64 112 долари США (медіана — 58 631), а середній дохід на одну сім'ю — 70 602 долари (медіана — 60 521). Медіана доходів становила 42 292 долари для чоловіків та 38 214 долари для жінок. За межею бідності перебувало 8,7 % осіб, у тому числі 10,4 % дітей у віці до 18 років та 4,1 % осіб у віці 65 років та старших.
Цивільне працевлаштоване населення становило 580 осіб. Основні галузі зайнятості: освіта, охорона здоров'я та соціальна допомога — 22,1 %, роздрібна торгівля — 13,3 %, виробництво — 13,3 %.